# Kruhlyk (Dnister)
Kruhlyk (ukrainisch Круглик; russisch Круглик Kruglik, rumänisch Cruglic) ist ein Dorf in der ukrainischen Oblast Tscherniwzi mit etwa 1800 Einwohnern (2001).

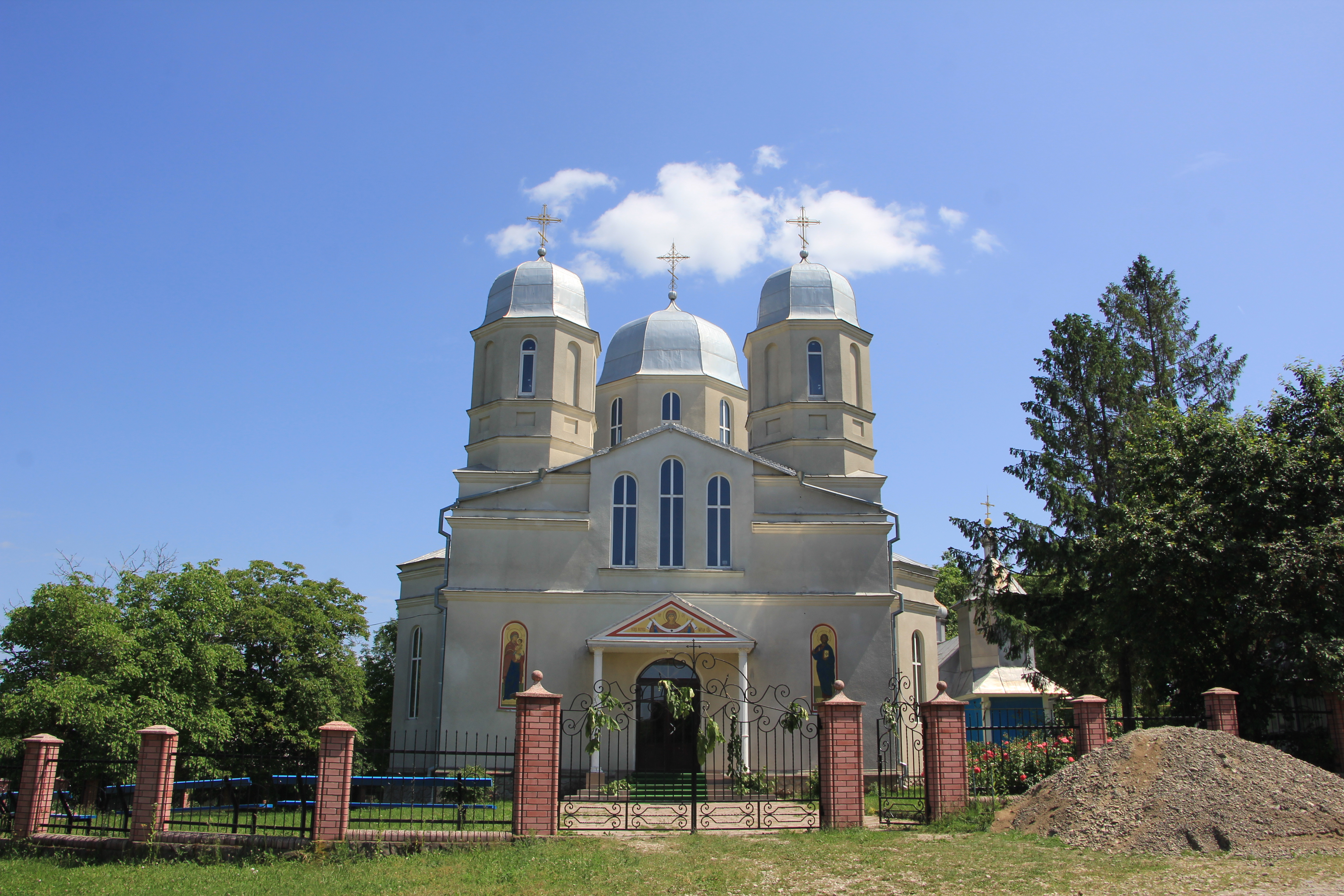
Neues Kirchengebäude in Kruhlyk

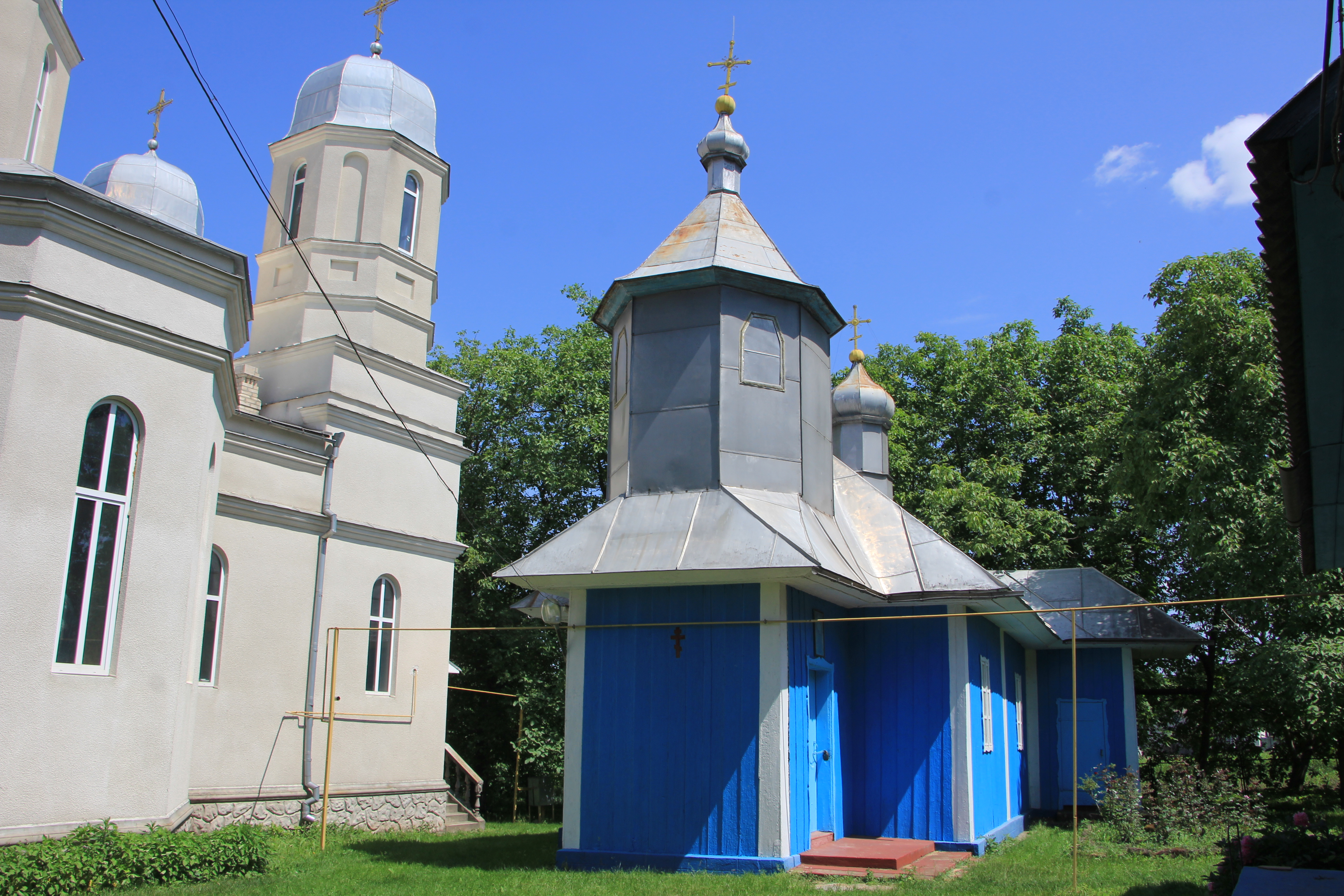
Altes Kirchengebäude von 1810

Das erstmals 1436 schriftlich erwähnte Dorf liegt auf einer Höhe von 208 m am Ufer des Kardi (Карді), einem 7 km langen, linken Nebenfluss der Schtscherbynzi (Щербинці, Flusssystem Pruth), etwa 18 km südlich vom Rajonzentrum Chotyn und 50 km nordöstlich vom Oblastzentrum Czernowitz.
Durch das Dorf verläuft die Territorialstraße T–26–27.
Am 9. Juli 2018 wurde das Dorf ein Teil neu gegründeten Stadtgemeinde Chotyn im Rajon Chotyn, bis dahin bildete es die Landratsgemeinde Kruhlyk (Круглицька сільська рада/Kruhlyzka silska rada) im Süden des Rajons.
Seit dem 17. Juli 2020 ist der Ort ein Teil des Rajons Dnister.